# WASP-135
WASP-135 — одиночная звезда в созвездии Геркулеса на расстоянии приблизительно 980 световых лет (около 301 парсек) от Солнца. Видимая звёздная величина звезды — +13,281m. Возраст звезды определён как около 4,4 млрд лет.
Вокруг звезды обращается, как минимум, одна планета.

## Характеристики
WASP-135 — жёлтый карлик спектрального класса G5V, или G5. Масса — около 0,98 солнечной, радиус — около 0,93 солнечного, светимость — около 0,472 солнечной. Эффективная температура — около 5134 K.

## Планетная система
В 2015 году группой астрономов, работающих в рамках программы SuperWASP, было объявлено об открытии планеты WASP-135 b.